# Trulshärad

Trulshärad är en by belägen längs vägen mellan Önneköp och Andrarum uppe på Linderödsåsen i Skåne. Trulshärad ligger i ett småbrutet kuperat odlingslandskap med flera lokaler med fridlysta och sällsynta växter till exempel skogslysing, Jungfru Marie nycklar och svinrot.
Här finns också Oxhornet (Uroxeurholkningen), ett cirka 80 cm långt, 10 cm brett och 10 cm djupt märke i en sten som föreställer ett uroxehorn. Oxhornet är utmärkt som fornminne.
På grund av det höga läget 160 m ö.h. brukar det ofta finnas god tillgång på snö under vintern.
Trulshärad är den enda orten i Skåne som innehåller ordet härad.
Första betydelsen av ordet härad är av »odlad trakt» eller »bygd». Här påminna de ännu förekommande på »härad» slutande socken- och byanamn såväl i Svealand som Götaland och Skåne. Sedermera kom härad att betyda en av hären eller ätten uppodlad trakt.